# 제5회 서강데뷔작영화제
제5회 서강데뷔작영화제의 시상식에 관한 내용이다.

## 수상 및 후보

### 알바트로스 상
- 물 좀 주소 - 홍현기 수상

### 특별전
- 13 자메티 - 겔라 바브루아니
- 원스 - 존 카니
- 브릭 - 라이언 존슨

### 화제의 데뷔작
- 밴드 비지트 - 어느 악단의 조용한 방문 - 에란 콜리린
- 페르세폴리스 - 마르잔 사트라피
- 말할 수 없는 비밀 - 주걸륜

### 한국디지털장편
- 궤도 - 김광호
- 은하해방전선 - 윤성호
- 경축! 우리 사랑 - 오점균